# Brandon McNulty
Brandon McNulty (n. Phoenix-Arizona, 2 de abril de 1998), é um ciclista dos Estados Unidos que atualmente corre para a equipa estadounidense Rally UHC Cycling.
Em 2015 proclamar-se-ia campeão dos Estados Unidos na prova contrarrelógio para júniors. Nesse mesmo ano, nos Campeonato Mundial de Ciclismo em Estrada de 2015 de Richmond conseguiria fazer com o bronze na prova contrarrelógio júniors. Um ano mais tarde, alçar-se-ia com o ouro na mesma prova no Campeonato Mundial de Ciclismo em Estrada de 2016 em Doha, Catar.

## Palmarés
2015
- Campeonato dos Estados Unidos júnior contrarrelógio
- 3º no Campeonato Mundial contrarrelógio júnior

2016
- Campeonato Mundial contrarrelógio júnior

2017
- 2º no Campeonato Mundial contrarrelógio sub-23

2019
- Giro de Sicília, mais 1 etapa